# Myiopharus argentescens
Myiopharus argentescens là một loài ruồi trong họ Tachinidae.